# Oliver Zaugg
Oliver Zaugg, född den 9 maj 1981 i Ledig i Schweiz, är en professionell tävlingscyklist som tävlar för UCI ProTour-stallet Leopard Trek sedan 2011. Han blev professionell med Saunier Duval-Prodir inför säsongen 2004 och tävlade med dem till slutet av 2006. Mellan 2007 och 2008 tävlade han för det tyska UCI ProTour-stallet Gerolsteiner.

## Karriär
Under sitt sista år, det vill säga 2006, med det spanska Saunier Duval-Prodir slutade han sjua på Ruta Del Sol.
Zaugg har ännu inte vunnit några stora tävlingar, men han har visat potiental för långa etapplopp.
Han slutade på 15:e plats i Vuelta a España 2007. Under tävlingen slutade han bland annat femma på etapp 9. En etapp som italienaren Leonardo Piepoli vann. Tidigare under säsongen skadade Zaugg sitt knä under Giro d'Italia 2007 och kunde inte tävla fram till Vuelta a España.
När huvudsponsorn mineralvattentillverkaren Gerolsteiner Brunnen valde att sluta sponsra stallet Gerolsteiner efter säsongen 2008 fick cyklisterna i stallet börja leta efter en ny arbetsgivare, då det inte var säkert att stallet skulle kunna fortsätta. Oliver Zaugg var den första cyklisten från stallet att berätta att han hade skrivit på ett kontrakt med ett nytt stall. Efter att ha blivit erbjuden kontrakt av flera stall blev det slutliga valet Team Liquigas, med vilka han skrev på ett två årskontrakt.
Under säsongen 2009 slutade han på fjärde plats på etapp 5 och 7 av Schweiz runt. På etapp 4 av samma tävling slutade han på femte plats bakom Matti Breschel, Maksim Iglinskij, Tadej Valjavec och Peter Velits.

## Meriter
2006
7:a, Ruta Del Sol
5:a, etapp 1, Ruta Del Sol
2007
5:a, etapp 9, Vuelta a España

## Stall
- 2004–2006 Saunier Duval-Prodir
- 2007–2008 Gerolsteiner
- 2009–2010 Team Liquigas
- 2011– Leopard Trek